# Królowie frankijscy
Królowie frankijscy – władcy Franków.

## Wcześni władcy Franków

### Pierwsi władcy
- Askaryk i Merogais – najwcześniej (początek IV wieku) znani przywódcy nazwani wprost Frankami
- Mallobaudes – król (wódz) Franków z IV wieku piastujący również stanowisko komesa domestyków („comes domesticorum”)[1]
- Markomer, Genobaud i Sunno – wymienieni przez Grzegorza z Tours jako królowie (wodzowie) frankijscy z przełomu IV i V wieku

### KrólowieFranków salickich
| 420 – 428 | Faramund    | uważany za pierwszego króla Franków                                                         |
| 428 – 448 | Klodian     | rezydował w Tornacum (obecnie Tournai), które zostało stolicą Franków                       |
| 448 – 457 | Meroweusz   | od niego wzięła nazwę dynastia Merowingów                                                   |
| 457 – 481 | Childeryk I |                                                                                             |
| 481 – 509 | Chlodwig I  | w 486 roku przeniósł stolicę do Soissons, a w 508 roku do Paryża w 496 roku przyjął chrzest |

## Królowie Franków
W 507 roku Chlodwig po zdetronizowaniu Chloderyka – władcy Franków Rypuarskich (Nadreńskich) – został wybrany również ich królem. W 509 roku po pozbyciu się swoich kuzynów rządzących w Arras (Chararyk) oraz w Cambrai (Ragnachar, Ricchar i Rignomer), został władcą wszystkich Franków.

### Merowingowie (509–751)
| 509 – 511 | Chlodwig I |

Po śmierci Chlodwiga królestwo podzielono między jego czterech synów:
| Soissons            | Paryż                                      | Orlean                                                         | Metz i Reims                                                                       |                               |
| - Chlotar I 511–561 | - Childebert I 511–558 - Chlotar I 558–561 | - Chlodomer 511–524 - Childebert I 524–558 - Chlotar I 558–561 | - Teuderyk I 511–534 - Teodebert I 534–548 - Teudebald 548–555 - Chlotar I 555–561 | Podział państwa Franków w 511 |

Chlotar I na krótko (558-561) przejął władzę we wszystkich frankijskich królestwach. Po jego śmierci państwo podzielono pomiędzy czterech jego synów:
| Neustria                                   | Paryż                                                            | Burgundia                                                                           | Metz |
| - Chilperyk I 561–584 - Chlotar II 584–629 | - Charibert I 561–567 - Chilperyk I 567–584 - Chlotar II 584–629 | - Guntram I 561–592 - Childebert II 592–595 - Teuderyk II 595–613 - Sigebert II 613 | - Sigebert I 561–575 - Childebert II 575–595 - Teudebert II 595–612 - Teuderyk II 612–613 - Sigebert II 613 |

Chlotar II pokonał Brunhildę i zjednoczył królestwo. W 623 w celu obrony granic państwa, wydzielił swemu synowi Austrazję. Jego następca Dagobert I wydzielił królestwo Akwitanii w 629.
| Neustria i Burgundia | Akwitania                                                   | Austrazja |
| - Dagobert I 629–639 - Chlodwig II 639–658 - Chlotar III 658–673 - Teuderyk III 673 - Childeryk II 673–675 - Teuderyk III 675–691 | - Charibert II 629–632 - Chilperyk 632 - Dagobert I 632–639 | - Dagobert I 623–634 - Sigebert III 634–656 - Childebert Adoptowany 656–661 - Chlotar III 661–662 - Childeryk II 662–675 - Chlodwig III 675–676 - Dagobert II 676–679 |

W 679 Teuderyk III zjednoczył ostatecznie państwo Franków
- Chlodwig IV 691–695
- Childebert III 695–711
- Dagobert III 711–715
- Chilperyk II 715–721
  - Chlotar IV 717–720, rywal w Austrazji
- Teuderyk IV 720–737
- bezkrólewie 737–743; rządy majordoma Karola Młota (do 741), a następnie współrządy (741–743) jego dwóch synów Pepina Krótkiego i Karlomana – również majordomów – bez króla
- Childeryk III 743–751

### Karolingowie (751–855)
- Pepin I – 751–768; syn Karola Młota, majordoma państwa Franków.
- Karloman – 768–771; syn Karola Młota

## Imperium Karolińskie
- Karol I Wielki – 768–814; syn Pepina I, koronowany na cesarza w 800 r.
  - Karol Młodszy – 800–811; syn Karola I; koregent
- Ludwik I Pobożny – 814–840; syn Karola I, koregent i cesarz od 813 r.
- Lotar I – 840-843; syn Ludwika I Pobożnego, koregent i cesarz od 817 r. (patrz niżej państwo środkowofrankijskie)

Po śmierci Ludwika I i sporze pomiędzy braćmi trwającym w latach 840–843, państwo Franków zostaje podzielone (traktat w Verdun z sierpnia 843 r.) pomiędzy synów Ludwika I na:
- państwo Franków Zachodnich – późniejsze królestwo Francji
- państwa Franków Środkowych – podzieliło się na królestwo Włoch oraz Królestwo Lotaryngii, które zostało zlikwidowane przez traktat w Meerssen;
- państwo Franków Wschodnich – późniejsze Święte Cesarstwo Rzymskie

| Państwo zachodniofrankijskie | Państwo środkowofrankijskie | Państwo wschodniofrankijskie |
| - Karol II Łysy – 843–877; syn Ludwika I, cesarz. - Ludwik II Jąkała – 877–879; syn Karola II. - Ludwik III – 879–882; syn Ludwika II. - Karloman II – 879–884; syn Ludwika II. - Karol Gruby – 884–887; syn Ludwika II, cesarz 881–887. - Odon – 888–898; z dynastii Robertyngów - Karol III Prostak – 893/898–922; syn Ludwika II. - Robert I – 922–923; z dynastii Robertyngów - Rudolf I Burgundzki – 923–936; książę burgundzki - Ludwik IV Zamorski – 936–954; syn Karola III. - Lotar – 954–986; syn Ludwika IV. - Ludwik V Gnuśny – 986–987; syn Lotara. Po śmierci Ludwika V na króla Francji zostaje koronowany Hugo Kapet, hr. Paryża, rozpoczynając we Francji rządy dynastii Kapetyngów. PATRZ: Królowie Franków Zachodnich | - Lotar I – 843–855; syn Ludwika I Po śmierci Lotara jego ziemie zostały podzielone pomiędzy jego synów: - Ludwik II – 844–875, cesarz od 850 - PATRZ: Królowie Włoch. - Lotar II – 855–869 - PATRZ: Królowie Lotaryngii - PATRZ: Królowie Górnej Burgundii - Karol II – 855–863 - PATRZ: Królowie Dolnej Burgundii, - PATRZ: Królowie Prowansji | - Ludwik II Niemiecki – 843–876; syn Ludwika I Pobożnego. - Karloman (król wschodniofrankijski) – 876–880; syn Ludwika II, kr. Bawarii. - Ludwik III Młodszy – 876–882; syn Ludwika II, kr. Saksonii. - Karol Gruby – 876–887; syn Ludwika II, początkowo tylko kr. Szwabii, cesarz 881–887 - Arnulf z Karyntii – 887–899; wnuk Ludwika II, bratanek Ludwika III, koronowany na cesarza w 896 r. - Ludwik IV Dziecię – 900–911; syn Arnulfa. Po śmierci Ludwika IV tron w państwie wschodniofrankijskim objął Konrad I. Następnie królem obrano w 919 r. Henryka I z saskiej dynastii Ludolfingów. PATRZ: Królowie Franków Wschodnich |